# Fadrique Enríquez
 (septembre 2018).
Si vous disposez d'ouvrages ou d'articles de référence ou si vous connaissez des sites web de qualité traitant du thème abordé ici, merci de compléter l'article en donnant les références utiles à sa vérifiabilité et en les liant à la section « Notes et références ».
Fadrique Enríquez (1390 - 23 décembre 1473) est le deuxième amiral de Castille, comte de Melgar et Rueda, et deuxième seigneur de Medina de Rioseco. Il est le fils d'Alfonso Enríquez, premier amiral de Castille, et de Jeanne de Mendoza.

## 1426-1445
Le père de Fadrique, Alfonso Enríquez, est le fils de Fadrique, enfant illégitime d'Alphonse XI de Castille. La famille Enríquez est une famille importante en raison de sa lignée royale et de ses nombreux biens en Castille. À la mort de son père en 1429, Fadrique hérite ses titres et ses biens, dont ricohombre, maître de l’ordre de Santiago, seigneur de Medina de Rioseco, Castro Verde et Torrelobatón. Selon son contemporain, Hernando del Pulgar  (1436–1492), bien qu'étant de petite taille et un peu myope, il acquiert beaucoup d'honneurs et de gloire en tant que commandant de la flotte de Castille.
Fadrique joue un rôle important à la cour en tant que l'un des principaux conseillers du roi Jean II de Castille. Il est impliqué dans le complot contre l'influent Álvaro de Luna.
En 1426, Fadrique épouse Merina de Cordoue, 4e dame de Casarrubios del Monte (1385–1431). En 1427, Merina donne naissance à une fille, Jeanne, future reine d'Aragon.
En 1432, il combat aux côtés de Pedro Manrique de Lara contre les princes Henri de Trastamare et Pierre d'Aragon près de Cáceres, Albuquerque et Acagala[Quoi ?]. Le 9 mai 1432, Fadrique épouse sa deuxième femme, Teresa Fernández de Quiñones, dont il eut neuf enfants.
En 1437, Fadrique entre en conflit avec le roi Jean II de Castille lorsque ce dernier fait arrêter Pedro Manrique. En août 1438, Pedro réussit à s'échapper de prison à Fuentedueñas. Fadrique rassemble des troupes à Medina de Rioseco pour se rebeller contre le roi. En 1440, des négociations ont lieu et une trêve temporaire est convenue. Pendant cette courte période de paix, Henri épouse Blanche II de Navarre et Fadrique est le parrain du couple.

## 1445-1473
En 1445, Fadrique participe de nouveau à une alliance contre Alvaro de Luna. L'amiral est capturé mais réussit à s'enfuir à Medina de Rioseco. En 1448, Fadrique est accusé de conspiration contre le roi et de complot d'assassinat sur Alvaro de Luna. Fadrique s'enfuit à nouveau et se rend en Aragon pour chercher du soutien, puis en Italie où se trouve Alfonso V, roi d'Aragon. En 1449, une alliance contre Álvaro de Luna est à nouveau forgée. Cette fois, Fadrique s'associe à Jean II, roi de Navarre. En 1447, Jean II de Castille épouse Isabelle du Portugal. La nouvelle reine ne tarde pas à courtiser les nobles influents à la cour. Álvaro est arrêté le 4 avril 1453 et condamné à mort. Il est décapité le 2 juin 1453. Jean II de Castille décède en juillet 1454 et Henri IV lui succède. Une nouvelle série d'intrigues à la cour de Castille commence et Fadrique y joue de nouveau un rôle. Fadrique Enríquez de Mendoza décède en 1473. Il est enterré dans le monastère Notre-Dame de l'espoir de Valdescopezo à Medina de Rioseco.

## Descendance
Avec Merina de Cordoue :
- Jeanne Enríquez, future reine d'Aragon et mère de Ferdinand le Catholique.

Avec Teresa Fernández de Quiñones:
- Alonso Enríquez de Quiñones (es) (1435-1485), 3e amiral de Castille
- Pedro Enríquez de Quiñones (es), quatrième maire d'Adalantado d'Andalousie (? - 1492)
- Enrique Enríquez de Quiñones (es) (? - 1504), grand majordome du roi, seigneur d’Orso. Père de Maria Enriquez de Luna et arrière grand-père de saint *François Borgia, 4ème duc de Gandie .
- Francisco Enriques
- María, mariée à García Álvarez de Toledo, premier duc d'Albe et arrière grand-mère d'Eleanor de Toledo, épouse de Cosimo I de Medici, grand-duc de Toscane
- Leonor
- Inés
- Aldonza, mariée à Juan Ramón Folch IV de Cardona
- Blanca